# 676
676 (DCLXXVI) var ett skottår som började en tisdag i den julianska kalendern.

## Händelser

### November
- 2 november – Sedan Adeodatus II har avlidit den 17 juni väljs Donus till påve.

## Födda
- Johannes från Damaskus, en av kyrkofäderna.
- Muhammad ibn Ali, imam.

## Avlidna
- 17 juni – Adeodatus II, påve sedan 672
- Klodvig III, frankisk kung av Austrasien sedan 675